# Grand prix scientifique de la Fondation Lefoulon-Delalande
Le Grand Prix scientifique de la Fondation Lefoulon-Delalande est une distinction remise annuellement par la fondation Lefoulon-Delalande de l'Institut de France depuis 2002. Il récompense les avancées en science médicale et particulièrement dans le domaine cardiovasculaire. 
Chaque année le prix récompense un thème différent. Une prime de 500 000 euros est offerte au lauréat.

## Lauréats
Les récipiendaires sont, :
| Année | Récipiendaire(s)                                             |
| ----- | ------------------------------------------------------------ |
| 2002  | Salvador Moncada                                             |
| 2003  | Robert J. Lefkowitz                                          |
| 2004  | Attilio Maseri (en)                                          |
| 2005  | Harold Dvorak (en), Napoleone Ferrara et Moses Judah Folkman |
| 2006  | Francis Fontan et Philipp Bonhoeffer                         |
| 2007  | Christine Seidman et Jonathan Seidman                        |
| 2008  | Dario Di Francesco                                           |
| 2009  | Eric Olson (en)                                              |
| 2010  | Michel Haïssaguerre                                          |
| 2011  | Valentin Fuster (en)                                         |
| 2012  | William Kaelin Jr., Peter J. Ratcliffe et Gregg L. Semenza   |
| 2013  | Carlo Patrono et Garret FitzGerald (en)                      |
| 2014  | Adolfo de Bold (en)                                          |
| 2015  | Albert Starr                                                 |
| 2016  | Elisabetta Dejana et Élisabeth Tournier-Lasserve             |
| 2017  | Alain Cribier                                                |
| 2018  | Helen Hobbs, Catherine Boileau, Nabil Seidah                 |
| 2019  | Pedro Brugada, Peter Schwartze                               |
| 2020  | Non décerné                                                  |
| 2021  | Gordon Keller et Christine Mummery                           |
| 2022  | Jean-Louis Mas                                               |
| 2023  | Kari Alitalo et Susan Quaggin                                |
| 2024  | Christopher Glass                                            |